# 2024-es WEC-szezon
| Bajnokok  | Bajnokok               | Bajnokok                                    |
| Kategória | Csapat                 | Versenyzők                                  |
| --------- | ---------------------- | ------------------------------------------- |
| Hypercar  | #12 Hertz Team Jota    | Kévin Estre André Lotterer Laurens Vanthoor |
| LMGT3     | #92 Manthey PureRxcing | Alex Maluhjn Joel Sturm Klaus Bachler       |

A 2024-es FIA World Endurance Championship szezon a széria történetének 12. szezonja volt. Nemzetközi Automobil Szövetség (FIA) és a Automobile Club de l'Ouest (ACO) közös szervezésével kerül megrendezésre. A sorozatban részt vehetnek a Hypercarok, Le Mans Hypercar (LMH) vagy Le Mans Daytona h (LMDh) egyaránt és az LMGT3 versenyautók.

## Versenynaptár
A hivatalos versenynaptárat 2023. június 9-én adták ki. Nyolc versenyt tartalmaz, köztük két teljesen új és két visszatérő hétvégét. A sebringi, portimãói és monzai versenyek 2024-ben nem térnek vissza. A sorozat először Katarba látogat szezonkezdetekor.  A São Paulo-i 6 órás is visszakerült, ahol utoljára 2014-ben látogatott el a széria, valamint a 2020-ban megrendezett Lone Star Le Mans-i forduló szintén szerepel a naptárban.
| Forduló | Verseny                        | Pálya                         | Helyszín                           | Dátum          | Pályarajz |
| ------- | ------------------------------ | ----------------------------- | ---------------------------------- | -------------- | --------- |
| 1       | Katari 1812 km-es verseny      | Losail International Circuit  | Loszaíl, Katar                     | március 2.     |           |
| 2       | Imolai 6 órás verseny          | Autodromo Enzo e Dino Ferrari | Imola, Emilia-Romagna, Olaszország | április 21.    |           |
| 3       | Spái 6 órás verseny            | Circuit de Spa-Francorchamps  | Spa, Belgium                       | május 11.      |           |
| 4       | Le Mans-i 24 órás              | Circuit de la Sarthe          | Le Mans, Franciaország             | június 15–16.  |           |
| 5       | São Paulo-i 6 órás autóverseny | Autódromo José Carlos Pace    | São Paulo, Brazília                | július 14.     |           |
| 6       | Lone Star Le Mans              | Circuit of the Americas       | Austin, Texas, Egyesült Államok    | szeptember 1.  |           |
| 7       | Fuji 6 órás verseny            | Fuji Speedway                 | Ojama, Japán                       | szeptember 15. |           |
| 8       | Bahreini 8 órás verseny        | Bahrain International Circuit | Szahír, Bahrein                    | november 2.    |           |

## Szabályváltozások
A nevezések számát 37 autóban korlátozták az Imola és a Circuit of the Americas pályákon található kevés garázsszám miatt.
2023 júniusában a WEC bejelentette, hogy a Hypercar osztályba való nagy jelentkezésszám miatt a világbajnokságon megszünteti az LMP2-es géposztályt. Ez lesz a sorozat történetének első éve az LMP2 nélkül. Erre főként a legtöbb versenypályán lévő kevés bokszférőhely miatt volt szükség. A Le Mans-i 24 óráson viszont továbbra is elfogadják az LMP2-es nevezéseket.
Az már korábban kiderült, hogy az LMGTE (korábban GT2) szabályrendszer is kivetésre kerül, helyét a költséghatékonyabb GT3-as osztály váltja. Az új rendszerben kizárólag privát csapatok nevezését fogadták el, maximum két autóval. A versenyzői leosztásban minden egység maximum egy profi (platina- vagy arany licences) versenyzőt igazolhat, mellé pedig kötelezően nevezni kell két amatőr (ezüst- vagy bronz licenszes) pilótát.

## Csapatok és versenyzők

### Hypercar
| Hypercar                  | Hypercar                      | Hypercar                        | Hypercar | Hypercar | Hypercar              | Hypercar    |
| Csapat                    | Autó                          | Motor                           | Abroncs  | #        | Versenyzők            | Forduló     |
| ------------------------- | ----------------------------- | ------------------------------- | -------- | -------- | --------------------- | ----------- |
| Cadillac Racing           | Cadillac V-Series.R           | Cadillac LMC55R 5.5 L V8        | M        | 2        | Earl Bamber           | Összes      |
| Cadillac Racing           | Cadillac V-Series.R           | Cadillac LMC55R 5.5 L V8        | M        | 2        | Alex Lynn             | Összes      |
| Cadillac Racing           | Cadillac V-Series.R           | Cadillac LMC55R 5.5 L V8        | M        | 2        | Sébastien Bourdais    | 1, 8        |
| Cadillac Racing           | Cadillac V-Series.R           | Cadillac LMC55R 5.5 L V8        | M        | 2        | Álex Palou            | 4           |
| Porsche Penske Motorsport | Porsche 963                   | Porsche 9RD 4.6 L Turbo V8      | M        | 5        | Matt Campbell         | Összes      |
| Porsche Penske Motorsport | Porsche 963                   | Porsche 9RD 4.6 L Turbo V8      | M        | 5        | Michael Christensen   | Összes      |
| Porsche Penske Motorsport | Porsche 963                   | Porsche 9RD 4.6 L Turbo V8      | M        | 5        | Frédéric Makowiecki   | Összes      |
| Porsche Penske Motorsport | Porsche 963                   | Porsche 9RD 4.6 L Turbo V8      | M        | 6        | Kévin Estre           | Összes      |
| Porsche Penske Motorsport | Porsche 963                   | Porsche 9RD 4.6 L Turbo V8      | M        | 6        | André Lotterer        | Összes      |
| Porsche Penske Motorsport | Porsche 963                   | Porsche 9RD 4.6 L Turbo V8      | M        | 6        | Laurens Vanthoor      | Összes      |
| Toyota Gazoo Racing       | Toyota GR010 Hybrid           | Toyota 3.5 L Turbo V6           | M        | 7        | Kobajasi Kamui        | Összes      |
| Toyota Gazoo Racing       | Toyota GR010 Hybrid           | Toyota 3.5 L Turbo V6           | M        | 7        | Nyck de Vries         | Összes      |
| Toyota Gazoo Racing       | Toyota GR010 Hybrid           | Toyota 3.5 L Turbo V6           | M        | 7        | Mike Conway           | 1–3, 5–8    |
| Toyota Gazoo Racing       | Toyota GR010 Hybrid           | Toyota 3.5 L Turbo V6           | M        | 7        | José María López      | 4           |
| Toyota Gazoo Racing       | Toyota GR010 Hybrid           | Toyota 3.5 L Turbo V6           | M        | 8        | Sébastien Buemi       | Összes      |
| Toyota Gazoo Racing       | Toyota GR010 Hybrid           | Toyota 3.5 L Turbo V6           | M        | 8        | Brendon Hartley       | Összes      |
| Toyota Gazoo Racing       | Toyota GR010 Hybrid           | Toyota 3.5 L Turbo V6           | M        | 8        | Hirakava Rjó          | Összes      |
| Isotta Fraschini          | Isotta Fraschini Tipo 6 LMH-C | Isotta Fraschini 3.0 L Turbo V6 | M        | 11       | Jean-Karl Vernay      | 1–5         |
| Isotta Fraschini          | Isotta Fraschini Tipo 6 LMH-C | Isotta Fraschini 3.0 L Turbo V6 | M        | 11       | Carl Bennett          | 1–5         |
| Isotta Fraschini          | Isotta Fraschini Tipo 6 LMH-C | Isotta Fraschini 3.0 L Turbo V6 | M        | 11       | Antonio Serravalle    | 1–5         |
| Hertz Team Jota           | Porsche 963                   | Porsche 9RD 4.6 L Turbo V8      | M        | 12       | Callum Ilott          | Összes      |
| Hertz Team Jota           | Porsche 963                   | Porsche 9RD 4.6 L Turbo V8      | M        | 12       | Will Stevens          | Összes      |
| Hertz Team Jota           | Porsche 963                   | Porsche 9RD 4.6 L Turbo V8      | M        | 12       | Norman Nato           | 1–2, 4–8    |
| Hertz Team Jota           | Porsche 963                   | Porsche 9RD 4.6 L Turbo V8      | M        | 38       | Jenson Button         | Összes      |
| Hertz Team Jota           | Porsche 963                   | Porsche 9RD 4.6 L Turbo V8      | M        | 38       | Philip Hanson         | Összes      |
| Hertz Team Jota           | Porsche 963                   | Porsche 9RD 4.6 L Turbo V8      | M        | 38       | Oliver Rasmussen      | Összes      |
| BMW M Team WRT            | BMW M Hybrid V8               | BMW P66/3 4.0 L Turbo V8        | M        | 15       | Raffaele Marciello    | Összes      |
| BMW M Team WRT            | BMW M Hybrid V8               | BMW P66/3 4.0 L Turbo V8        | M        | 15       | Dries Vanthoor        | Összes      |
| BMW M Team WRT            | BMW M Hybrid V8               | BMW P66/3 4.0 L Turbo V8        | M        | 15       | Marco Wittmann        | Összes      |
| BMW M Team WRT            | BMW M Hybrid V8               | BMW P66/3 4.0 L Turbo V8        | M        | 20       | Robin Frijns          | Összes      |
| BMW M Team WRT            | BMW M Hybrid V8               | BMW P66/3 4.0 L Turbo V8        | M        | 20       | Sheldon van der Linde | Összes      |
| BMW M Team WRT            | BMW M Hybrid V8               | BMW P66/3 4.0 L Turbo V8        | M        | 20       | René Rast             | Összes      |
| Alpine Endurance Team     | Alpine A424                   | Alpine 3.4 L Turbo V6           | M        | 35       | Paul-Loup Chatin      | 1–6, 8      |
| Alpine Endurance Team     | Alpine A424                   | Alpine 3.4 L Turbo V6           | M        | 35       | Habsburg Ferdinánd    | 1, 4–8      |
| Alpine Endurance Team     | Alpine A424                   | Alpine 3.4 L Turbo V6           | M        | 35       | Jules Gounon          | 2–3, 7–8    |
| Alpine Endurance Team     | Alpine A424                   | Alpine 3.4 L Turbo V6           | M        | 35       | Charles Milesi        | 1–7         |
| Alpine Endurance Team     | Alpine A424                   | Alpine 3.4 L Turbo V6           | M        | 36       | Charles Milesi        | 8           |
| Alpine Endurance Team     | Alpine A424                   | Alpine 3.4 L Turbo V6           | M        | 36       | Matthieu Vaxivière    | Összes      |
| Alpine Endurance Team     | Alpine A424                   | Alpine 3.4 L Turbo V6           | M        | 36       | Mick Schumacher       | Összes      |
| Alpine Endurance Team     | Alpine A424                   | Alpine 3.4 L Turbo V6           | M        | 36       | Nicolas Lapierre      | 1–7         |
| Ferrari AF Corse          | Ferrari 499P                  | Ferrari F163 3.0 L Turbo V6     | M        | 50       | Antonio Fuoco         | Összes      |
| Ferrari AF Corse          | Ferrari 499P                  | Ferrari F163 3.0 L Turbo V6     | M        | 50       | Miguel Molina         | Összes      |
| Ferrari AF Corse          | Ferrari 499P                  | Ferrari F163 3.0 L Turbo V6     | M        | 50       | Nicklas Nielsen       | Összes      |
| Ferrari AF Corse          | Ferrari 499P                  | Ferrari F163 3.0 L Turbo V6     | M        | 51       | James Calado          | Összes      |
| Ferrari AF Corse          | Ferrari 499P                  | Ferrari F163 3.0 L Turbo V6     | M        | 51       | Antonio Giovinazzi    | Összes      |
| Ferrari AF Corse          | Ferrari 499P                  | Ferrari F163 3.0 L Turbo V6     | M        | 51       | Alessandro Pier Guidi | Összes      |
| AF Corse                  | Ferrari 499P                  | Ferrari F163 3.0 L Turbo V6     | M        | 83       | Robert Kubica         | Összes      |
| AF Corse                  | Ferrari 499P                  | Ferrari F163 3.0 L Turbo V6     | M        | 83       | Robert Svarcman[a]    | Összes      |
| AF Corse                  | Ferrari 499P                  | Ferrari F163 3.0 L Turbo V6     | M        | 83       | Dzse Dzsefej          | Összes      |
| Lamborghini Iron Lynx     | Lamborghini SC63              | Lamborghini 3.8 L Turbo V8      | M        | 63       | Mirko Bortolotti      | Összes      |
| Lamborghini Iron Lynx     | Lamborghini SC63              | Lamborghini 3.8 L Turbo V8      | M        | 63       | Danyiil Kvjat         | Összes      |
| Lamborghini Iron Lynx     | Lamborghini SC63              | Lamborghini 3.8 L Turbo V8      | M        | 63       | Edoardo Mortara       | 1–2, 4–8    |
| Lamborghini Iron Lynx     | Lamborghini SC63              | Lamborghini 3.8 L Turbo V8      | M        | 63       | Andrea Caldarelli     | 3           |
| Peugeot TotalEnergies     | Peugeot 9X8                   | Peugeot X6H 2.6 L Turbo V6      | M        | 93       | Mikkel Jensen         | Összes      |
| Peugeot TotalEnergies     | Peugeot 9X8                   | Peugeot X6H 2.6 L Turbo V6      | M        | 93       | Nico Müller           | Összes      |
| Peugeot TotalEnergies     | Peugeot 9X8                   | Peugeot X6H 2.6 L Turbo V6      | M        | 93       | Jean-Éric Vergne      | 1–2, 4–8    |
| Peugeot TotalEnergies     | Peugeot 9X8                   | Peugeot X6H 2.6 L Turbo V6      | M        | 94       | Paul di Resta         | Összes      |
| Peugeot TotalEnergies     | Peugeot 9X8                   | Peugeot X6H 2.6 L Turbo V6      | M        | 94       | Loïc Duval            | Összes      |
| Peugeot TotalEnergies     | Peugeot 9X8                   | Peugeot X6H 2.6 L Turbo V6      | M        | 94       | Stoffel Vandoorne     | 1–2, 4–8    |
| Proton Competition        | Porsche 963                   | Porsche 9RD 4.6 L Turbo V8      | M        | 99       | Neel Jani             | Összes      |
| Proton Competition        | Porsche 963                   | Porsche 9RD 4.6 L Turbo V8      | M        | 99       | Julien Andlauer       | Összes      |
| Proton Competition        | Porsche 963                   | Porsche 9RD 4.6 L Turbo V8      | M        | 99       | Harry Ticknell        | 1–2, 4, 6–8 |

### LMGT3
| LMGT3                | LMGT3                         | LMGT3                            | LMGT3   | LMGT3 | LMGT3                 | LMGT3   | LMGT3    |
| Csapat               | Autó                          | Motor                            | Abroncs | #     | Versenyzők            | Licensz | Forduló  |
| -------------------- | ----------------------------- | -------------------------------- | ------- | ----- | --------------------- | ------- | -------- |
| Heart of Racing Team | Aston Martin Vantage AMR GT3  | Aston Martin M177 4.0 L Turbo V8 | G       | 27    | Daniel Mancinelli     |         | Összes   |
| Heart of Racing Team | Aston Martin Vantage AMR GT3  | Aston Martin M177 4.0 L Turbo V8 | G       | 27    | Alex Riberas          |         | Összes   |
| Heart of Racing Team | Aston Martin Vantage AMR GT3  | Aston Martin M177 4.0 L Turbo V8 | G       | 27    | Ian James             |         | Összes   |
| D'Station Racing     | Aston Martin Vantage AMR GT3  | Aston Martin M177 4.0 L Turbo V8 | G       | 777   | Marco Sørensen        |         | Összes   |
| D'Station Racing     | Aston Martin Vantage AMR GT3  | Aston Martin M177 4.0 L Turbo V8 | G       | 777   | Erwan Bastard         |         | Összes   |
| D'Station Racing     | Aston Martin Vantage AMR GT3  | Aston Martin M177 4.0 L Turbo V8 | G       | 777   | Clément Mateu         |         | 1–3, 5–8 |
| D'Station Racing     | Aston Martin Vantage AMR GT3  | Aston Martin M177 4.0 L Turbo V8 | G       | 777   | Hosino Szatosi        |         | 4        |
| Team WRT             | BMW M4 GT3                    | BMW S58B30T0 3.0 L Turbo I6      | G       | 31    | Augusto Farfus        |         | Összes   |
| Team WRT             | BMW M4 GT3                    | BMW S58B30T0 3.0 L Turbo I6      | G       | 31    | Sean Gelael           |         | Összes   |
| Team WRT             | BMW M4 GT3                    | BMW S58B30T0 3.0 L Turbo I6      | G       | 31    | Darren Leung          |         | Összes   |
| Team WRT             | BMW M4 GT3                    | BMW S58B30T0 3.0 L Turbo I6      | G       | 46    | Maxime Martin         |         | Összes   |
| Team WRT             | BMW M4 GT3                    | BMW S58B30T0 3.0 L Turbo I6      | G       | 46    | Valentino Rossi       |         | Összes   |
| Team WRT             | BMW M4 GT3                    | BMW S58B30T0 3.0 L Turbo I6      | G       | 46    | Ahmad Al-Harthy       |         | Összes   |
| Vista AF Corse       | Ferrari 296 GT3               | Ferrari F163 3.0 L Turbo V6      | G       | 54    | Davide Rigon          |         | Összes   |
| Vista AF Corse       | Ferrari 296 GT3               | Ferrari F163 3.0 L Turbo V6      | G       | 54    | Francesco Castellacci |         | Összes   |
| Vista AF Corse       | Ferrari 296 GT3               | Ferrari F163 3.0 L Turbo V6      | G       | 54    | Thomas Flohr          |         | Összes   |
| Vista AF Corse       | Ferrari 296 GT3               | Ferrari F163 3.0 L Turbo V6      | G       | 55    | Alessio Rovera        |         | Összes   |
| Vista AF Corse       | Ferrari 296 GT3               | Ferrari F163 3.0 L Turbo V6      | G       | 55    | Simon Mann            |         | Összes   |
| Vista AF Corse       | Ferrari 296 GT3               | Ferrari F163 3.0 L Turbo V6      | G       | 55    | François Heriau       |         | Összes   |
| United Autosports    | McLaren 720S GT3 Evo          | McLaren M840T 4.0 L Turbo V8     | G       | 59    | Grégoire Saucy        |         | Összes   |
| United Autosports    | McLaren 720S GT3 Evo          | McLaren M840T 4.0 L Turbo V8     | G       | 59    | Nicolas Costa         |         | Összes   |
| United Autosports    | McLaren 720S GT3 Evo          | McLaren M840T 4.0 L Turbo V8     | G       | 59    | James Cottingham      |         | Összes   |
| United Autosports    | McLaren 720S GT3 Evo          | McLaren M840T 4.0 L Turbo V8     | G       | 95    | Szató Marino          |         | Összes   |
| United Autosports    | McLaren 720S GT3 Evo          | McLaren M840T 4.0 L Turbo V8     | G       | 95    | Nico Pino             |         | Összes   |
| United Autosports    | McLaren 720S GT3 Evo          | McLaren M840T 4.0 L Turbo V8     | G       | 95    | Josh Caygill          |         | 1–3, 5–8 |
| United Autosports    | McLaren 720S GT3 Evo          | McLaren M840T 4.0 L Turbo V8     | G       | 95    | Hamagucsi Hirosi      |         | 4        |
| Iron Lynx            | Lamborghini Huracán GT3 Evo 2 | Lamborghini DGF 5.2 L V10        | G       | 60    | Franck Perera         |         | 1–7      |
| Iron Lynx            | Lamborghini Huracán GT3 Evo 2 | Lamborghini DGF 5.2 L V10        | G       | 60    | Matteo Cairoli        |         | 8        |
| Iron Lynx            | Lamborghini Huracán GT3 Evo 2 | Lamborghini DGF 5.2 L V10        | G       | 60    | Matteo Cressoni       |         | Összes   |
| Iron Lynx            | Lamborghini Huracán GT3 Evo 2 | Lamborghini DGF 5.2 L V10        | G       | 60    | Claudio Schiavoni     |         | Összes   |
| Iron Dames           | Lamborghini Huracán GT3 Evo 2 | Lamborghini DGF 5.2 L V10        | G       | 85    | Michelle Gatting      |         | Összes   |
| Iron Dames           | Lamborghini Huracán GT3 Evo 2 | Lamborghini DGF 5.2 L V10        | G       | 85    | Doriane Pin           |         | 1–2      |
| Iron Dames           | Lamborghini Huracán GT3 Evo 2 | Lamborghini DGF 5.2 L V10        | G       | 85    | Rahel Frey            |         | 3–8      |
| Iron Dames           | Lamborghini Huracán GT3 Evo 2 | Lamborghini DGF 5.2 L V10        | G       | 85    | Sarah Bovy            |         | Összes   |
| Proton Competition   | Ford Mustang GT3              | Ford Coyote 5.4 L V8             | G       | 77    | Ben Barker            |         | Összes   |
| Proton Competition   | Ford Mustang GT3              | Ford Coyote 5.4 L V8             | G       | 77    | Ryan Hardwick         |         | Összes   |
| Proton Competition   | Ford Mustang GT3              | Ford Coyote 5.4 L V8             | G       | 77    | Zacharie Robichon     |         | Összes   |
| Proton Competition   | Ford Mustang GT3              | Ford Coyote 5.4 L V8             | G       | 88    | Dennis Olsen          |         | Összes   |
| Proton Competition   | Ford Mustang GT3              | Ford Coyote 5.4 L V8             | G       | 88    | Mikkel O. Pedersen    |         | 1–7      |
| Proton Competition   | Ford Mustang GT3              | Ford Coyote 5.4 L V8             | G       | 88    | Giammarco Levorato    |         | 8        |
| Proton Competition   | Ford Mustang GT3              | Ford Coyote 5.4 L V8             | G       | 88    | Giorgio Roda          |         | 1–4, 8   |
| Proton Competition   | Ford Mustang GT3              | Ford Coyote 5.4 L V8             | G       | 88    | Christian Ried        |         | 5, 7     |
| Proton Competition   | Ford Mustang GT3              | Ford Coyote 5.4 L V8             | G       | 88    | Ben Keating           |         | 6        |
| Akkodis ASP Team     | Lexus RC F GT3                | Toyota 2UR-GSE 5.0 L V8          | G       | 78    | Kelvin van der Linde  |         | 1–2, 4–8 |
| Akkodis ASP Team     | Lexus RC F GT3                | Toyota 2UR-GSE 5.0 L V8          | G       | 78    | Mijata Ritomo         |         | 3        |
| Akkodis ASP Team     | Lexus RC F GT3                | Toyota 2UR-GSE 5.0 L V8          | G       | 78    | Tyimur Boguszlavszkij |         | 1–2, 4   |
| Akkodis ASP Team     | Lexus RC F GT3                | Toyota 2UR-GSE 5.0 L V8          | G       | 78    | Clemens Schmid        |         | 3, 5–7   |
| Akkodis ASP Team     | Lexus RC F GT3                | Toyota 2UR-GSE 5.0 L V8          | G       | 78    | Conrad Laursen        |         | 8        |
| Akkodis ASP Team     | Lexus RC F GT3                | Toyota 2UR-GSE 5.0 L V8          | G       | 78    | Arnold Robin          |         | Összes   |
| Akkodis ASP Team     | Lexus RC F GT3                | Toyota 2UR-GSE 5.0 L V8          | G       | 87    | José María López      |         | 1–3, 5–8 |
| Akkodis ASP Team     | Lexus RC F GT3                | Toyota 2UR-GSE 5.0 L V8          | G       | 87    | Jack Hawksworth       |         | 4        |
| Akkodis ASP Team     | Lexus RC F GT3                | Toyota 2UR-GSE 5.0 L V8          | G       | 87    | Esteban Masson        |         | Összes   |
| Akkodis ASP Team     | Lexus RC F GT3                | Toyota 2UR-GSE 5.0 L V8          | G       | 87    | Takesi Kimura         |         | Összes   |
| TF Sport             | Chevrolet Corvette Z06 GT3.R  | Chevrolet LT6 5.5 L V8           | G       | 81    | Charlie Eastwood      |         | Összes   |
| TF Sport             | Chevrolet Corvette Z06 GT3.R  | Chevrolet LT6 5.5 L V8           | G       | 81    | Rui Andrade           |         | Összes   |
| TF Sport             | Chevrolet Corvette Z06 GT3.R  | Chevrolet LT6 5.5 L V8           | G       | 81    | Tom van Rompuy        |         | Összes   |
| TF Sport             | Chevrolet Corvette Z06 GT3.R  | Chevrolet LT6 5.5 L V8           | G       | 82    | Daniel Juncadella     |         | Összes   |
| TF Sport             | Chevrolet Corvette Z06 GT3.R  | Chevrolet LT6 5.5 L V8           | G       | 82    | Sébastien Baud        |         | Összes   |
| TF Sport             | Chevrolet Corvette Z06 GT3.R  | Chevrolet LT6 5.5 L V8           | G       | 82    | Koizumi Hirosi        |         | Összes   |
| Manthey EMA          | Porsche 911 GT3 R (992)       | Porsche M97/80 4.2 L Flat-6      | G       | 91    | Richard Lietz         |         | Összes   |
| Manthey EMA          | Porsche 911 GT3 R (992)       | Porsche M97/80 4.2 L Flat-6      | G       | 91    | Morris Schuring       |         | Összes   |
| Manthey EMA          | Porsche 911 GT3 R (992)       | Porsche M97/80 4.2 L Flat-6      | G       | 91    | Yasser Shahin         |         | Összes   |
| Manthey PureRxcing   | Porsche 911 GT3 R (992)       | Porsche M97/80 4.2 L Flat-6      | G       | 92    | Klaus Bachler         |         | Összes   |
| Manthey PureRxcing   | Porsche 911 GT3 R (992)       | Porsche M97/80 4.2 L Flat-6      | G       | 92    | Joel Sturm            |         | Összes   |
| Manthey PureRxcing   | Porsche 911 GT3 R (992)       | Porsche M97/80 4.2 L Flat-6      | G       | 92    | Alex Maluhjn          |         | Összes   |

| Ikon | Licensz |
| ---- | ------- |
|      | Platina |
|      | Arany   |
|      | Ezüst   |
|      | Bronz   |

## Eredmények

### Összefoglaló
Az alábbi táblázatban a Hypercar és a LMGT3 győztesei voltak láthatóak, akik nevezve lettek a teljes WEC-szezonra. Előfordulhat, hogy vendégversenyzők nyerték az adott versenyt.
| Forduló | Pálya     | Hypercar győztes                             | LMGT3 győztes                                   |
| ------- | --------- | -------------------------------------------- | ----------------------------------------------- |
| 1       | Loszaíl   | No. 6 Porsche Penske Motorsport              | No. 92 Manthey PureRxcing                       |
| 1       | Loszaíl   | Kévin Estre André Lotterer Laurens Vanthoor  | Alex Maluhjn Joel Sturm Klaus Bachler           |
| 2       | Imola     | No. 7 Toyota Gazoo Racing                    | No. 31 Team WRT                                 |
| 2       | Imola     | Mike Conway Kobajasi Kamui Nyck de Vries     | Augusto Farfus Sean Gelael Darren Leung         |
| 3       | SPA       | No. 12 Hertz Team Jota                       | No. 91 Manthey EMA                              |
| 3       | SPA       | Callum Ilott Will Stevens                    | Richard Lietz Morris Schuring Yasser Shahin     |
| 4       | Le Mans   | No. 50 Ferrari AF Corse                      | No. 91 Manthey EMA                              |
| 4       | Le Mans   | Antonio Fuoco Miguel Molina Nicklas Nielsen  | Richard Lietz Morris Schuring Yasser Shahin     |
| 5       | São Paulo | No. 8 Toyota Gazoo Racing                    | No. 92 Manthey PureRxcing                       |
| 5       | São Paulo | Sébastien Buemi Brendon Hartley Hirakava Rjó | Klaus Bachler Alex Maluhjn Joel Sturm           |
| 6       | Austin    | No. 83 AF Corse                              | No. 27 Heart of Racing Team                     |
| 6       | Austin    | Robert Kubica Robert Svarcman Dzse Dzsefej   | Ian James Daniel Mancinelli Alex Riberas        |
| 7       | Fudzsi    | No. 6 Porsche Penske Motorsport              | No. 54 Vista AF Corse                           |
| 7       | Fudzsi    | Kévin Estre André Lotterer Laurens Vanthoor  | Francesco Castellacci Thomas Flohr Davide Rigon |
| 8       | Bahrain   | No. 8 Toyota Gazoo Racing                    | No. 55 Vista AF Corse                           |
| 8       | Bahrain   | Sébastien Buemi Brendon Hartley Hirakava Rjó | François Heriau Simon Mann Alessio Rovera       |

### Pontrendszer
| Versenytáv | 1. | 2. | 3. | 4. | 5. | 6. | 7. | 8. | 9. | 10. | Pole |
| ---------- | -- | -- | -- | -- | -- | -- | -- | -- | -- | --- | ---- |
| 6 óra      | 25 | 18 | 15 | 12 | 10 | 8  | 6  | 4  | 2  | 1   | 1    |
| 8–10 óra   | 38 | 27 | 23 | 18 | 15 | 12 | 9  | 6  | 3  | 2   | 1    |
| 24 óra     | 50 | 36 | 30 | 24 | 20 | 16 | 12 | 8  | 4  | 2   | 1    |